# Bistrica (Drava, Pohorje)
Bístrica je desni pritok Drave iz vzhodnega dela Pohorja. Nastane iz več majhnih izvirov v gozdu pod Arehom in teče najprej po globoki, gozdnati grapi proti severovzhodu. V tem delu se vanjo stekajo številni majhni pritoki iz kratkih grap. Že nad naseljem Log se potoku strmec zmanjša, ob njem se pojavi sprva ozka naplavna ravnica, ki se navzdol še nekoliko razširi. V spodnjem toku teče skozi Bistrico ob Dravi, ki stoji deloma v njenem dolinskem dnu in deloma na vršaju, ki ga je Bistrica nasula na dravsko prodno teraso. Tik pred izlivom se je potok vrezal v to teraso, nato pa se izliva v Dravo.
Zgornji del porečja je v pohorskih metamorfnih kamninah (predvsem v gnajsu), spodnji del doline je v mehkejših miocenskih laporjih, v katerih je dolina širša, okoliški svet pa nižji in pobočja položnejša.
Struga potoka je skoraj v celoti ohranjena v naravnem stanju, z manjšimi posegi na območju obeh naselij, ob njej je ozek, sklenjen pas obvodnega grmovnega in drevesnega rastja.
Dolina je bila v preteklosti zelo redko poseljena, potok pa je bil pomemben vir vodne energije in je poganjal številne žage. V današnjem Logu je bila na levem bregu umetno narejena mlinščica, ob kateri je delovalo več žag. V Bistrici ob Dravi je na desnem bregu Bistrice stal velik parni mlin mariborskega industrialca Karla Scherbauma, ki ne stoji več, ostala pa je lastnikova vila iz začetka 20. stoletja.
Zgornji del doline je do danes ostal pod gozdom in neposeljen, v srednjem delu doline pa so v zadnjih desetletjih zgradili številne stanovanjske hiše, nekatere zelo tesno ob hudourniškem potoku.
Zgornji del porečja Bistrice nad Logom je vključen v območje Natura 2000 (Pohorje).